# Liste der französischen Abgeordneten zum EU-Parlament (1994–1999)
Die Liste der französischen Abgeordneten zum EU-Parlament (1994–1999) listet alle französischen Mitglieder des 4. Europäischen Parlaments nach der Europawahl in Frankreich 1994.

## Mandatsstärke der Parteien zu Beginn der Wahlperiode
- GUE: 7
- SPE: 15
- ERA: 13
- NI: 11
- ELDR: 1
- EVP: 13
- EDA: 14
- EN: 13

| Nationale Partei                         | Mandate | Fraktion                                                                                                  |
| ---------------------------------------- | ------- | --- |
| Parti socialiste (PS)                    | 15      | Fraktion der Sozialdemokratischen Partei Europas (SPE)                                                    |
| Rassemblement pour la République (RPR)   | 14      | Fraktion der Sammlungsbewegung der Europäischen Demokraten (EDA)Union für Europa (UfE) (ab 5. Juli 1995)* |
| Union pour la démocratie française (UDF) | 13      | Fraktion der Europäischen Volkspartei (EVP)                                                               |
| Union pour la démocratie française (UDF) | 01      | Fraktion der Europäischen Liberalen, Demokratischen und Reformpartei (ELDR)                               |
| Énergie radicale (ER)                    | 13      | Europäische Radikale Allianz (ERA)                                                                        |
| Majorité pour l'Autre Europe (MPE)       | 13      | Europa der Nationen (EN)                                                                                  |
| Front National (FN)                      | 11      | Fraktionslose Abgeordnete (NI)                                                                            |
| Parti communiste français (PCF)          | 07      | Konföderale Fraktion der Vereinten Europäischen Linken (GUE)                                              |
| Gesamt                                   | 87      | |

* Am 5. Juli 1995 schlossen sich die Fraktionen der EDA und FA zur Union für Europa zusammen

## Abgeordnete
| Bild | MEP                          | von            | bis            | Partei      | Fraktion | Anmerkungen                                           |
| ---- | ---------------------------- | -------------- | -------------- | ----------- | -------- | ----------------------------------------------------- |
|      | Sylviane Ainardi             | 19. Juli 1994  | 19. Juli 1999  | PCF         | GUE/NGL  |                                                       |
|      | Blaise Aldo                  | 19. Juli 1994  | 19. Juli 1999  | RPR         | EDAUfE   |                                                       |
|      | Bernard Antony               | 19. Juli 1994  | 19. Juli 1999  | FN          | NI       |                                                       |
|      | Jean Baggioni                | 19. Juli 1994  | 19. Juli 1999  | RPR         | EDAUfE   |                                                       |
|      | Dominique Baudis             | 19. Juli 1994  | 19. Juli 1999  | UDF         | EVP      |                                                       |
|      | Jean-Pierre Bazin            | 19. Juli 1994  | 19. Juli 1999  | RPR         | EDAUfE   |                                                       |
|      | Jean-Pierre Bebear           | 19. Juli 1994  | 19. Juli 1999  | UDF         | EVP      |                                                       |
|      | Pervenche Berès              | 19. Juli 1994  | 19. Juli 1999  | PS          | SPE      |                                                       |
|      | Pierre Bernard-Reymond       | 19. Juli 1994  | 19. Juli 1999  | UDF         | EVP      |                                                       |
|      | Antoine-Francois Bernardini  | 19. Juli 1994  | 19. Juli 1999  | PS          | SPE      |                                                       |
|      | Georges Berthu               | 19. Juli 1994  | 19. Juli 1999  | MPE         | EN       |                                                       |
|      | Yvan Blot                    | 19. Juli 1994  | 19. Juli 1999  | FN          | NI       |                                                       |
|      | Jean-Louis Bourlanges        | 19. Juli 1994  | 19. Juli 1999  | UDF         | EVP      |                                                       |
|      | Frédérique Bredin            | 19. Juli 1994  | 19. Juli 1996  | PS          | SPE      |                                                       |
|      | George de Brémond d'Ars      | 19. Juli 1994  | 30. Juni 1999  | UDF         | EVP      |                                                       |
|      | Stéphane Buffetaut           | 20. Juli 1997  | 30. Juni 1999  | MPE         | EN       |                                                       |
|      | Christian Cabrol             | 19. Juli 1994  | 19. Juli 1999  | RPR         | EDAUfE   |                                                       |
|      | Marie-Arlette Carlotti       | 20. Juli 1996  | 30. Juni 1999  | PS          | SPE      |                                                       |
|      | Hélène Carrère d’Encausse    | 19. Juli 1994  | 19. Juli 1999  | RPR         | EDAUfE   |                                                       |
|      | Bernard Castagnède           | 19. Juli 1994  | 19. Juli 1999  | ER          | ERA      |                                                       |
|      | Gérard Caudron               | 19. Juli 1994  | 19. Juli 1999  | PS          | SPE      |                                                       |
|      | Raymond Chesa                | 19. Juli 1994  | 30. Juni 1999  | RPR         | EDAUfEEN | Fraktionswechsel zur EN am 29. Dezember 1998          |
|      | Jean-Pierre Cot              | 19. Juli 1994  | 19. Juli 1999  | PS          | SPE      |                                                       |
|      | Jean-Louis Cottigny          | 6. Juni 1997   | 30. Juni 1999  | PS          | SPE      |                                                       |
|      | Gérard d’Aboville            | 19. Juli 1994  | 19. Juli 1999  | RPR         | EDAUfE   |                                                       |
|      | Danielle Darras              | 19. Juli 1994  | 19. Juli 1999  | PS          | SPE      |                                                       |
|      | Michel Dary                  | 19. Juli 1994  | 19. Juli 1999  | ER          | ERA      |                                                       |
|      | Francis Decourrière          | 19. Juli 1994  | 19. Juli 1999  | UDF         | EVP      |                                                       |
|      | Marie-José Denys             | 17. Juli 1997  | 30. Juni 1999  | PS          | SPE      |                                                       |
|      | Mireille Domenech            | 19. Juli 1994  | 19. Juli 1999  | PCF         | GUE/NGL  |                                                       |
|      | Jacques Donnay               | 19. Juli 1994  | 19. Juli 1999  | RPR         | EDAUfE   |                                                       |
|      | Olivier Duhamel              | 6. Juni 1997   | 30. Juni 1999  | PS          | SPE      |                                                       |
|      | Hervé Fabre-Aubrespy         | 19. Juli 1994  | 19. Juli 1999  | MPE         | EN       |                                                       |
|      | Nicole Fontaine              | 19. Juli 1994  | 19. Juli 1999  | UDF         | EVP      |                                                       |
|      | Antoinette Fouque            | 19. Juli 1994  | 19. Juli 1999  | ER          | ERASPE   | Fraktionswechsel am 17. Juli 1996                     |
|      | André Fourcans               | 22. April 1996 | 30. Juni 1999  | UDF         | EVP      |                                                       |
|      | Yves Galland                 | 19. Juli 1994  | 18. Mai 1995   | UDF         | ELDR     |                                                       |
|      | Georges Garot                | 6. Juni 1997   | 30. Juni 1999  | PS          | SPE      |                                                       |
|      | Charles de Gaulle            | 19. Juli 1994  | 19. Juli 1999  | MPE         | ENNI     | fraktionslos ab dem 19. April 1999                    |
|      | Jean-Antoine Giansily        | 19. Mai 1995   | 30. Juni 1999  | RPR         | EDAUfE   |                                                       |
|      | Jimmy Goldsmith              | 19. Juli 1994  | 19. Juli 1997  | MPE         | EN       |                                                       |
|      | Bruno Gollnisch              | 19. Juli 1994  | 19. Juli 1999  | FN          | NI       |                                                       |
|      | Françoise Grossetête         | 19. Juli 1994  | 19. Juli 1999  | UDF         | EVP      |                                                       |
|      | Elisabeth Guigou             | 19. Juli 1994  | 5. Juni 1997   | PS          | SPE      |                                                       |
|      | Armelle Guinebertière        | 19. Juli 1994  | 19. Juli 1999  | RPR         | EDAUfE   |                                                       |
|      | Marie-Thérèse Hermange       | 19. Juli 1994  | 19. Juli 1999  | RPR         | EDAUfE   |                                                       |
|      | Robert Hersant               | 19. Juli 1994  | 21. April 1996 | UDF         | EVP      |                                                       |
|      | Philippe Herzog              | 19. Juli 1994  | 19. Juli 1999  | PCFUnir     | GUE/NGL  | Parteiwechsel am 9. September 1998                    |
|      | Jean-Francois Hory           | 19. Juli 1994  | 19. Juli 1999  | ER          | ERA      |                                                       |
|      | Christian Jacob              | 19. Juli 1994  | 31. Aug. 1997  | RPR         | EDAUfE   |                                                       |
|      | Thierry Jean-Pierre          | 19. Juli 1994  | 19. Juli 1999  | MPE         | ENEVP    | Fraktionswechsel am 19. November 1999                 |
|      | Roger Karoutchi              | 3. Okt. 1997   | 30. Juni 1999  | RPR         | UfE      |                                                       |
|      | Bernard Kouchner             | 19. Juli 1994  | 5. Juni 1997   | parteilosER | SPEERA   | Parteibeitritt und Fraktionswechsel am 1. Januar 1997 |
|      | André Laignel                | 19. Juli 1994  | 19. Juli 1999  | PS          | SPE      |                                                       |
|      | Catherine Lalumière          | 19. Juli 1994  | 19. Juli 1999  | ER          | ERA      |                                                       |
|      | Carl Lang                    | 19. Juli 1994  | 19. Juli 1999  | FN          | NI       |                                                       |
|      | Jack Lang                    | 19. Juli 1994  | 31. Juli 1997  | PS          | SPE      |                                                       |
|      | Henri de Lassus Saint Geniès | 13. Aug. 1997  | 30. Juni 1999  | ER          | ERA      |                                                       |
|      | Pierre Lataillade            | 2. Sept. 1997  | 30. Juni 1999  | RPR         | UfE      |                                                       |
|      | Jean-Marie Le Chevallier     | 19. Juli 1994  | 19. Juli 1999  | FN          | NI       |                                                       |
|      | Jean-Yves Le Gallou          | 19. Juli 1994  | 19. Juli 1999  | FN          | NI       |                                                       |
|      | Bernard Lehideux             | 25. Apr. 1998  | 30. Juni 1999  | UDF         | EVP      |                                                       |
|      | Jean-Marie Le Pen            | 19. Juli 1994  | 19. Juli 1999  | FN          | NI       |                                                       |
|      | Odile Leperre-Verrier        | 19. Juli 1994  | 19. Juli 1999  | ER          | ERA      |                                                       |
|      | Fernand Le Rachinel          | 19. Juli 1994  | 19. Juli 1999  | FN          | NI       |                                                       |
|      | Marie-Noëlle Lienemann       | 6. Juni 1997   | 30. Juni 1999  | PS          | SPE      |                                                       |
|      | Michèle Lindeperg            | 19. Juli 1994  | 19. Juli 1999  | PS          | SPE      |                                                       |
|      | Noël Mamère                  | 19. Juli 1994  | 11. Aug. 1997  | ER          | ERA      |                                                       |
|      | Jean-Claude Martinez         | 19. Juli 1994  | 19. Juli 1999  | FN          | NI       |                                                       |
|      | Christine Mayer              | 19. Juli 1994  | 19. Juli 1999  | ER          | ERA      |                                                       |
|      | Bruno Mégret                 | 19. Juli 1994  | 19. Juli 1999  | FN          | NI       |                                                       |
|      | Gisèle Moreau                | 19. Juli 1994  | 19. Juli 1999  | PCF         | GUE/NGL  |                                                       |
|      | Pierre Moscovici             | 19. Juli 1994  | 5. Juni 1997   | PS          | SPE      |                                                       |
|      | Marie-Thérèse Mutin          | 18. Sep. 1997  | 30. Juni 1999  | PS          | SPE      |                                                       |
|      | Jean-Thomas Nordmann         | 19. Mai 1995   | 30. Juni 1999  | UDF         | ELDR     |                                                       |
|      | Aline Pailler                | 19. Juli 1994  | 19. Juli 1999  | PCF         | GUE/NGL  |                                                       |
|      | Jean-Claude Pasty            | 19. Juli 1994  | 19. Juli 1999  | RPR         | EDAUfE   |                                                       |
|      | Nicole Pery                  | 19. Juli 1994  | 15. Juli 1997  | PS          | SPE      |                                                       |
|      | Eric Pinel                   | 17. Juni 1997  | 19. Juli 1999  | MPE         | ENNI     | Fraktionsaustritt am 13. Mai 1998                     |
|      | René-Emile Piquet            | 19. Juli 1994  | 30. April 1997 | PCF         | GUE/NGL  |                                                       |
|      | Edouard des Places           | 19. Juli 1994  | 10. Nov. 1996  | MPE         | EN       |                                                       |
|      | Anne Poisson                 | 19. Juli 1994  | 31. Okt. 1996  | MPE         | EN       |                                                       |
|      | Alain Pompidou               | 19. Juli 1994  | 19. Juli 1999  | RPR         | EDAUfE   |                                                       |
|      | Pierre Pradier               | 19. Juli 1994  | 19. Juli 1999  | ER          | ERA      |                                                       |
|      | Jean Querbes                 | 1. Mai 1997    | 19. Juli 1999  | PCF         | GUE/NGL  |                                                       |
|      | Jean-Pierre Raffarin         | 19. Juli 1994  | 18. Mai 1995   | UDF         | EVP      |                                                       |
|      | Michel Rocard                | 19. Juli 1994  | 19. Juli 1999  | PS          | SPE      |                                                       |
|      | Marie-France de Rose         | 19. Juli 1994  | 19. Juli 1999  | MPE         | ENEVP    | Fraktionswechsel am 2. Dezember 1998                  |
|      | André Sainjon                | 19. Juli 1994  | 19. Juli 1999  | ER          | ERA      |                                                       |
|      | Dominique Saint-Pierre       | 19. Juli 1994  | 19. Juli 1999  | ER          | ERA      |                                                       |
|      | Michel-Ange Scarbonchi       | 5. Feb. 1997   | 19. Juli 1999  | ER          | ERA      | Nachgerückt für Bernard Tapie                         |
|      | Anne-Marie Schaffner         | 19. Juli 1994  | 19. Juli 1999  | RPR         | EDAUfE   |                                                       |
|      | Francoise Seillier           | 19. Juli 1994  | 19. Juli 1999  | MPE         | EN       |                                                       |
|      | Dominic Souchet              | 19. Juli 1994  | 19. Juli 1999  | MPE         | EN       |                                                       |
|      | André Soulier                | 19. Juli 1994  | 19. Juli 1999  | UDF         | EVP      |                                                       |
|      | Bernard Stasi                | 19. Juli 1994  | 24. April 1998 | UDF         | EVP      |                                                       |
|      | Marie-France Stirbois        | 19. Juli 1994  | 19. Juli 1999  | FN          | NI       |                                                       |
|      | Frédéric Striby              | 19. Juli 1994  | 19. Juli 1999  | MPE         | EN       |                                                       |
|      | Bernard Tapie                | 19. Juli 1994  | 4. Feb. 1997   | ER          | ERA      | Nachrücker: Michel-Ange Scarbonchi                    |
|      | Christiane Taubira           | 19. Juli 1994  | 19. Juli 1999  | ER          | ERA      |                                                       |
|      | Catherine Trautmann          | 19. Juli 1994  | 5. Juni 1997   | PS          | SPE      |                                                       |
|      | Yves Verwaerde               | 19. Juli 1994  | 19. Juli 1999  | UDF         | EVP      |                                                       |
|      | Philippe Villiers            | 19. Juli 1994  | 19. Juli 1999  | MPE         | EN       |                                                       |
|      | Henri Weber                  | 2. Aug. 1997   | 17. Sept. 1997 | PS          | SPE      |                                                       |
|      | Francis Wurtz                | 19. Juli 1994  | 19. Juli 1999  | PCF         | GUE/NGL  |                                                       |